# Chesterton (Oxfordshire)
Chesterton – wieś w Anglii, w hrabstwie Oxfordshire, w dystrykcie Cherwell. Leży 16 km na północ od Oksfordu i 85 km na północny zachód od Londynu. W 2011 miejscowość liczyła 850 mieszkańców